# Micheal Riddle
Micheal Riddle (ur. 17 czerwca 1986 w Edmonton) – kanadyjski narciarz dowolny, specjalizujący się w half-pipie, wicemistrz olimpijski i dwukrotny medalista mistrzostw świata.

## Kariera
Po raz pierwszy na arenie międzynarodowej pojawił się 19 grudnia 2004 roku w Park City, gdzie w zawodach Nor-Am Cup zajął 27. miejsce w halfpipie. W Pucharze Świata zadebiutował 15 stycznia 2006 roku w Contamines, zajmując drugie miejsce. Tym samym już w swoim debiucie nie tylko zdobył pierwsze pucharowe punkty, ale od razu stanął na podium. W zawodach tych rozdzielił Kalle Leinonena z Finlandii i Francuza Alexandre’a Laube. Najlepsze wyniki osiągnął w sezonie 2012/2013, kiedy to zajął 4. miejsce w klasyfikacji generalnej, a w klasyfikacji halfpipe’a zdobył małą kryształową kulę. W sezonie 2005/2006 był drugi w klasyfikacji halfpipe’a, natomiast w sezonie 2007/2008 był trzeci.
Pierwszy medal wywalczył w 2011 roku, zwyciężając w swej koronnej konkurencji podczas mistrzostw świata w Park City. Następnie wystąpił na igrzyskach olimpijskich w Soczi w 2014 roku, zdobywając srebrny medal w debiutującym w programie olimpijskim halfpipie. W zawodach tych uplasował się między Davidem Wise’em z USA i Kevinem Rollandem z Francji. Trzy lata później wywalczył srebrny medal na mistrzostwach świata w Sierra Nevada, przegrywając tylko z Aaronem Blunckiem z USA. Był też między innymi czwarty na mistrzostwach świata w Voss w 2013 roku, gdzie walkę o podium przegrał z Francuzem Thomasem Kriefem.

## Osiągnięcia

### Igrzyska olimpijskie
| Miejsce | Dzień     | Rok  | Miejscowość | Konkurencja | Zwycięzca  |
| ------- | --------- | ---- | ----------- | ----------- | ---------- |
| 2.      | 18 lutego | 2014 | Soczi       | Halfpipe    | David Wise |
| 6.      | 22 lutego | 2018 | Pjongczang  | Halfpipe    | David Wise |

### Mistrzostwa świata
| Miejsce | Dzień    | Rok  | Miejscowość   | Konkurencja | Zwycięzca         |
| ------- | -------- | ---- | ------------- | ----------- | ----------------- |
| 15.     | 17 marca | 2005 | Ruka          | Halfpipe    | Mathias Wecxsteen |
| 5.      | 5 marca  | 2009 | Inawashiro    | Halfpipe    | Kevin Rolland     |
| 1.      | 5 lutego | 2011 | Deer Valley   | Halfpipe    | -                 |
| 4.      | 5 marca  | 2013 | Voss          | Halfpipe    | David Wise        |
| 2.      | 18 marca | 2017 | Sierra Nevada | Halfpipe    | Aaron Blunck      |

### Puchar Świata

#### Miejsca w klasyfikacji generalnej
- sezon 2005/2006: 31.
- sezon 2007/2008: 18.
- sezon 2008/2009: 49.
- sezon 2010/2011: 81.
- sezon 2011/2012: 90
- sezon 2012/2013: 4.
- sezon 2013/2014: 30.
- sezon 2014/2015: 37
- sezon 2015/2016: 156.
- sezon 2016/2017: 141.
- sezon 2017/2018: 73.

#### Zwycięstwa w zawodach
1. Valmalenco – 12 marca 2008 (halfpipe)
2. Copper Mountain – 11 stycznia 2013 (halfpipe)
3. Sierra Nevada – 25 marca 2013 (halfpipe)
4. Tignes – 12 marca 2015 (halfpipe)

#### Miejsca na podium
1. Contamines – 15 stycznia 2006 (halfpipe) – 2. miejsce
2. Inawashiro – 15 lutego 2008 (halfpipe) – 3. miejsce
3. Soczi – 16 lutego 2013 (halfpipe) – 3. miejsce
4. Breckenridge – 12 stycznia 2014 (halfpipe) – 2. miejsce